# 黑泽尔顿 (北达科他州)
黑泽尔顿（英語：Hazelton），是美国北达科他州下属的一座城市。根据2010年美国人口普查，该市有人口235人。2011年估计该市有人口234人，相对于2010年，增长率为?0.43%。